# Vintl
Vintl ([ˈfɪntl̩]; mundartlich die Vintl; italienisch Vandoies) ist eine italienische Gemeinde mit 3349 Einwohnern (Stand: 31. Dezember 2023) im unteren Pustertal in Südtirol. Ihr Hauptort Niedervintl liegt an der Mündung des Pfunderer Bachs in die das Pustertal von Ost nach West durchfließende Rienz.
Die Fraktion Obervintl befindet sich etwa drei Kilometer weiter östlich im Pustertal. Weitere Ortschaften der Gemeinde sind Weitental und Pfunders im etwa 20 km langen Pfunderer Tal. Daneben gibt es zahlreiche Weiler, Streusiedlungen und Einzelhöfe, die oft weitab der Ortskerne im Talgrund und an den zumeist sehr steilen Seitenhängen liegen.
Nächster größerer Ort ist das etwa 10 km südsüdwestlich gelegene Brixen.

## Geographie

### Lage

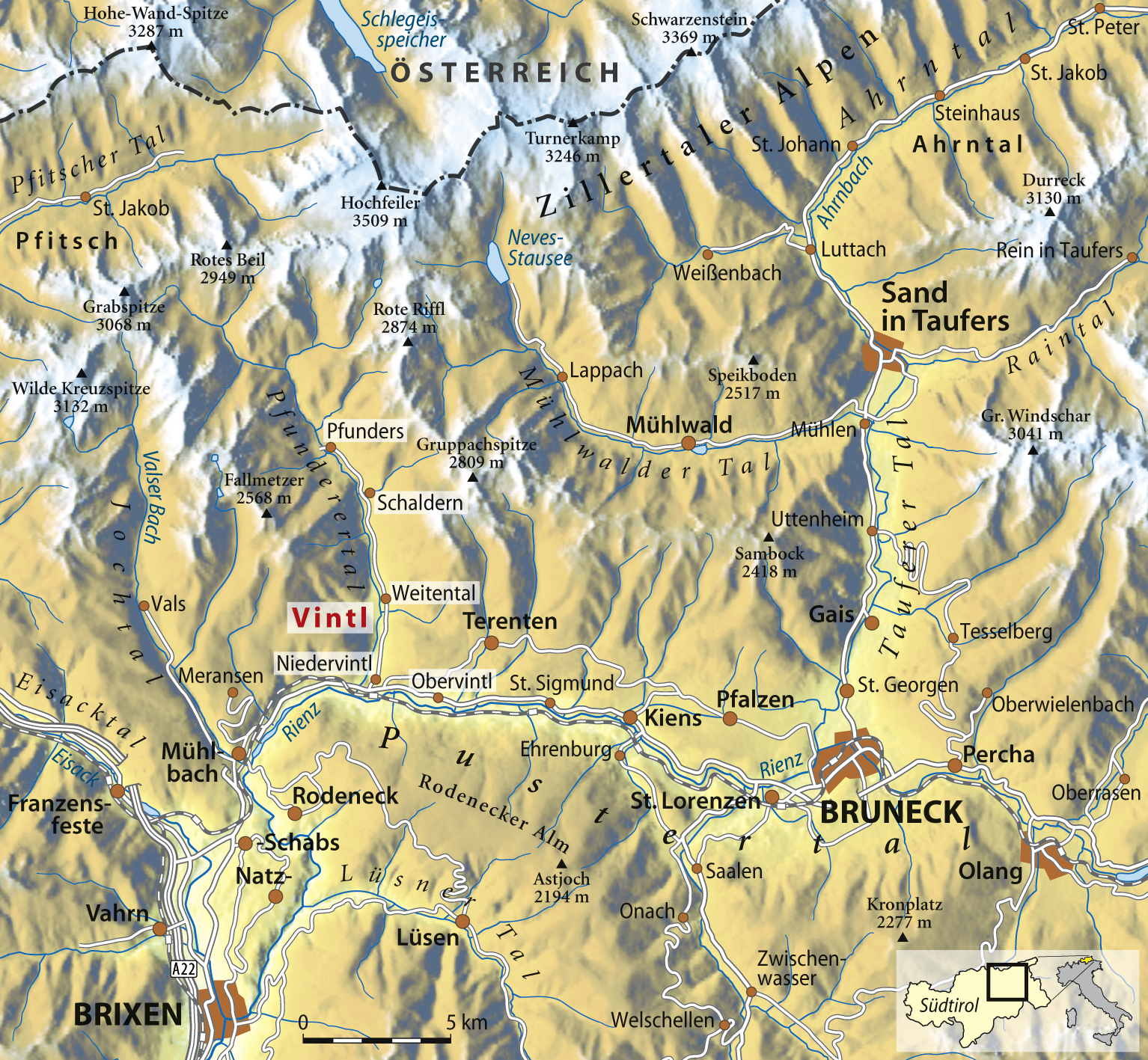
Die Gemeinde Vintl im westlichen Pustertal

Das Gebiet der Gemeinde Vintl liegt im westlichen Pustertal und umfasst eine Fläche von 110,51 km². Damit liegt sie flächenmäßig an 21. Stelle unter den 116 Südtiroler Gemeinden. Zwei Talsysteme geben dem Gemeindegebiet das Gepräge:
Das von der Rienz durchflossene Pustertal zwischen der Mühlbacher Klause und Obervintl liegt in einer Meereshöhe von etwa 750 m. Es weist eine bis zu 600 m breite flache Talsohle auf, die an einigen Stellen durch Schwemmfächer gegliedert ist. An diese schließen sich seitlich sehr steile Talhänge an.
Das vom Norden her einmündende, von den Pfunderer Bergen der Zillertaler Alpen umschlossene Pfunderer Tal weitet sich an mehreren Stellen und macht dort Platz für vergleichsweise bescheidene landwirtschaftlich nutzbare Kulturräume. Einige Talabschnitte sind sehr eng und schluchtartig. In seinem Verlauf vom 750 m hoch liegenden Mündungsgebiet über Weitental (863 m) und Pfunders (1159 m) bis zur nahe an den Zillertaler Hauptkamm heranreichende Hochgebirgswelt durchsticht das Tal mehrere geologisch interessante Gesteinsformationen. Seine höchste Erhebung findet das Gemeindegebiete am 3263 m hohen Niederen Weißzint.

### Territoriale Gliederung der Siedlungen

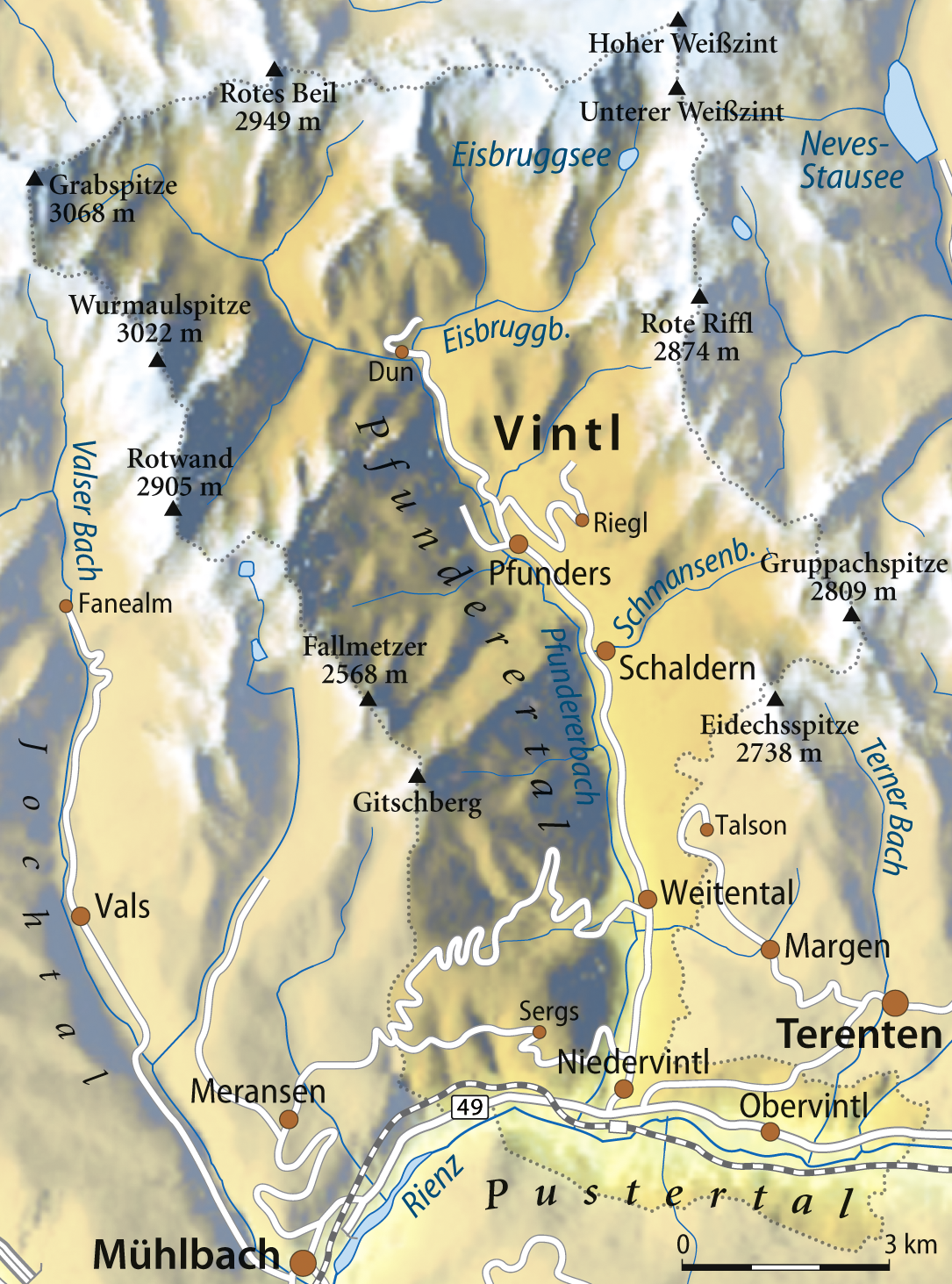
Vintl – das Gemeindegebiet

Das Gemeindegebiet umfasst vier Fraktionen: Niedervintl, Obervintl, Weitental und Pfunders. Der Ortskern von Niedervintl liegt im Mündungsbereich des Pfunderer Tales ins Pustertal auf einer niedrigen Erhebung, die vom Pfunderer Bach erst nach einem Rechtsschwung überwunden wird. Am Fuß der gegenüberliegenden Talseite nützen die Höfe von Priel den knappen Kulturgrund zwischen Rienzbett und dem bewaldeten Steilhang der hier abfallenden Lüsner Berge (einer Untergruppe der Dolomiten). Am südexponierten Hang des Pustertales, der sich westlich an das Pfunderer Tal anschließt, liegt die zu Niedervintl gehörende, ausgedehnte Streusiedlung von Sergs, die an die östlichen Höfe von Meransen angrenzt. Im Talgrund des Pustertales ist die Ortschaft von Obervintl (765 m) heute über den schmalen Siedlungskorridor der Gewerbezone an der orografisch rechten Seite mit Niedervintl verbunden. Am nordexponierten Hang des Pustertales weist der Getzenberg bei Obervintl an manchen Stellen ein flacheres Hangrelief auf, sodass sich verstreut liegende Bauernhöfe ansiedeln konnten.
Im etwa 3 km langen Eingangsbereich ins Pfunderer Tal befinden sich bis zur Ortschaft Weitental nur wenige Höfe. Die Ortsteile Außerdrittel, Dorf, Huntsdorf und Hinterdrittel sind in der Talsohle oder an den daran angrenzenden talnahen Hängen angesiedelt. Kegelberg, am Steilhang des Gitschberges gelegen, kann auch über eine von Meransen über den Stolbergsattel führende Straße erreicht werden. Auf der gegenüberliegenden Talseite grenzen die Höfe des Honigberges an die zu Terenten gehörenden Ortsteile Talson und Margen. Weiter im Talinnern liegen auf dem Schwemmkegel des Schmansenbaches die Streusiedlung von Schaldern und auf einem steilen Mittelgebirgsplateau die Höfe von Kammerschien.

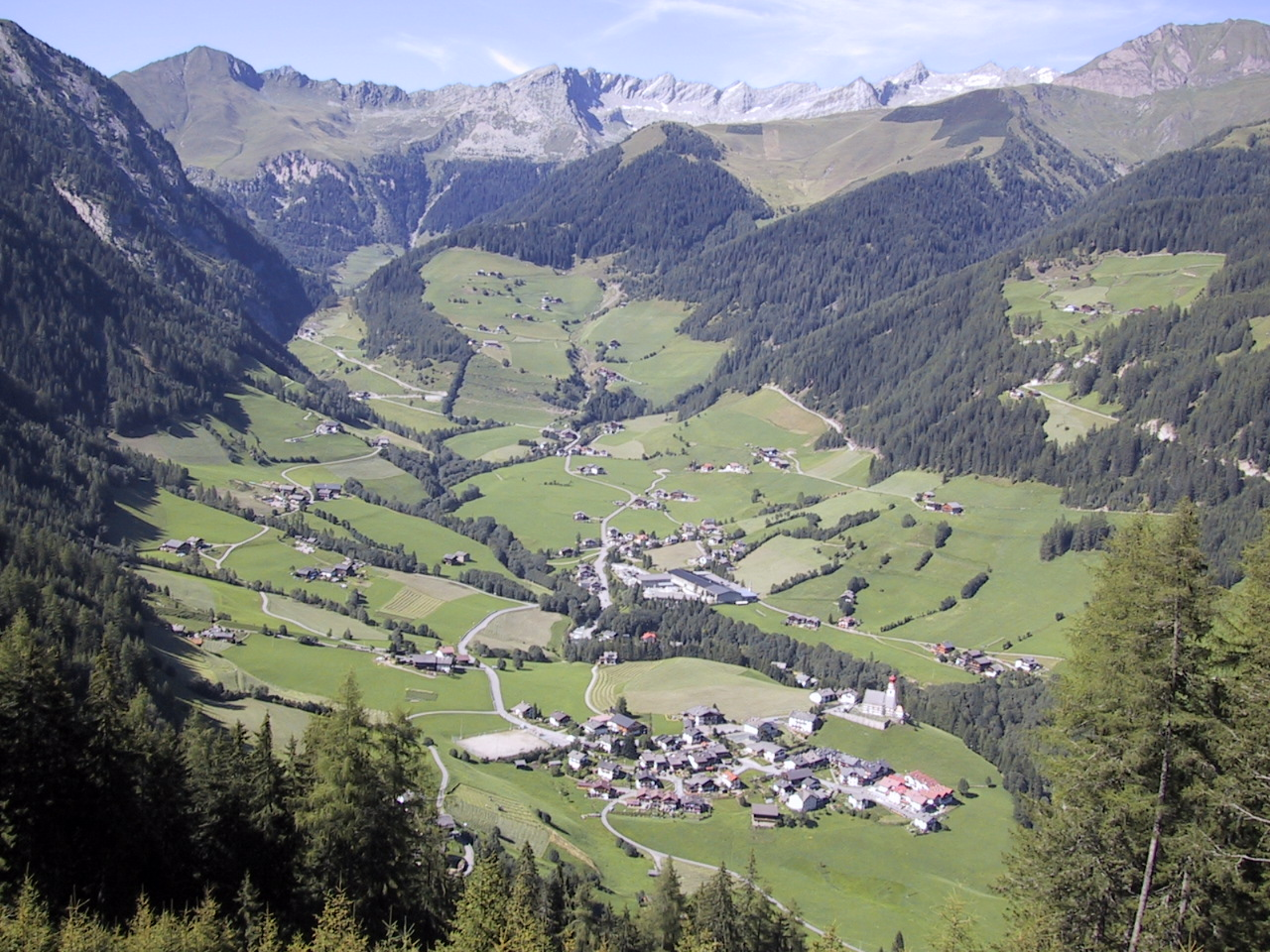
Pfunders mit den Ortsteilen Schattseite, Sonnseite und Riegl, Eggerseite

Der Talkessel von Pfunders weitet sich erst nach einer Talenge, verursacht von einem vom Gitschberg herunterstreichenden Felsriegel aus widerstandsfähigem Biotitplagioklasgneis, bei dem die imposante Schalderwand besonders ins Auge sticht. Die Benennung der Ortsteile von Pfunders hat zum Teil mit deren geografischer Lage zu tun: So wird der am Westhang liegende und am Abend schattige Ortsbereich Schattseite, der gegenüberliegende Sonnseite genannt. Mit der Sonnseite über eine Straße verbunden ist die Höfegruppe von Riegl. Die Eggerseite wird durch den besiedelbaren Stirnbereich einer mächtigen Talsperre gebildet, die dort aus querverlaufenden harten, quarzlinsenreichen Tonschiefern besteht, und nach deren Überwindung man in den Weiler Dun gelangt, verstreut und steil liegende Höfe auf der orografisch linken Talseite. Der höchste dauerhaft besiedelte Hof ist der Walderhof auf 1600 m. In Dun gabelt sich das Tal. Der Hauptast, der sich hier zur Schlucht verengt, führt in ausgedehnte Almgebiete, von denen das größte der Weitenberg auf 1978 m Meereshöhe ist, und auf das Pfunderer Joch (2568 m), über das Pfitsch erreicht werden kann. Der Nebenast führt zur Boden-Alm und nach einer mächtigen Talstufe in die Eisbrugg-Alm mit dem Eisbruggsee und zum Eisbruggjoch mit der Edelrauthütte.

### Nachbargemeinden
Nachbarin im Westen ist die Gemeinde Mühlbach, im Norden ist es Pfitsch, im Osten sind es Mühlwald, Terenten und Kiens und im Süden Rodeneck. Keine direkten Straßenverbindungen gibt es nach Pfitsch, Mühlwald und Rodeneck. Von Niedervintl führt eine gut ausgebaute Straße auf das auf einem Mittelgebirgsplateau liegende Terenten hinauf. Das Pfunderer Tal ist verkehrstechnisch gesehen eine Sackgasse, sieht man von der Kegelbergstraße ab, die Weitental mit Meransen über den Stolbergsattel verbindet.

### Flächennutzung

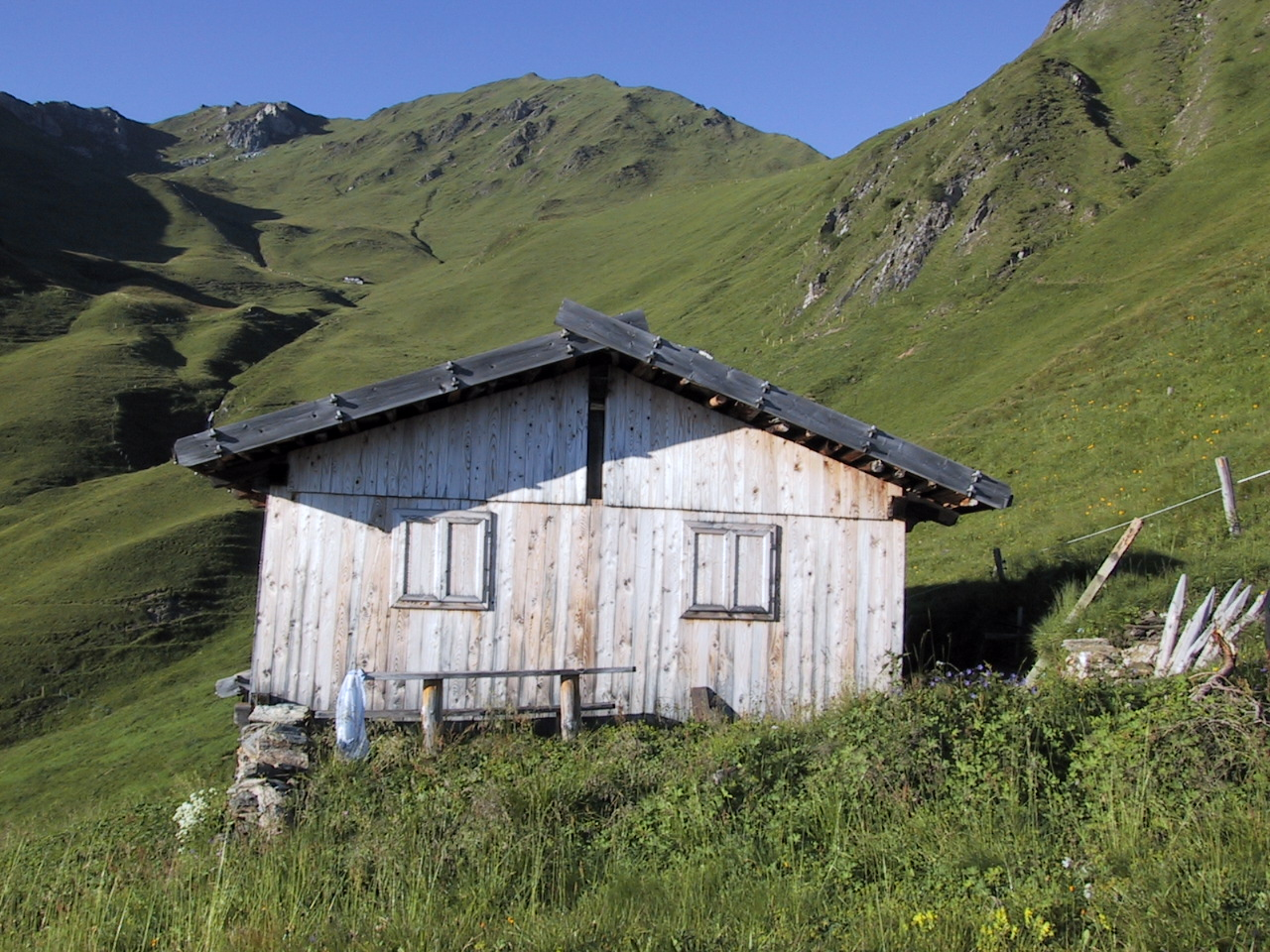
Die Zirmalm: Typisches Beispiel einer kleinen Privatalm in der Nähe des Pfunderer Höhenweges

Der hohe Gebirgsanteil bringt es mit sich, dass landwirtschaftliche Nutzflächen in Form von Äckern und Wiesen nur in sehr geringem Maße verfügbar sind. Nur 7,85 % des Gemeindegebietes eignen sich dafür. Diese Flächen finden sich bevorzugt in der Talsohle des Pustertales und des Pfunderer Tales. Früher nahmen die Äcker selbst im Hochtal von Pfunders eine größere Fläche ein als die Wiesen. Heute überwiegt die Grünlandwirtschaft. 16,8 % sind Ödland. Gewässer nehmen 0,4 % der Fläche ein und bebaut sind 1,45 %. Mit 73,1 % ist der Anteil jener Flächen, die Vegetationsbewuchs in Form von Wäldern oder Almweiden aufweisen, relativ hoch. Die meisten und ausgedehntesten Almgebiete besitzt Pfunders. Dort nehmen sie eine Fläche von 4600 ha ein und machen damit 75 % der gesamten land- und forstwirtschaftlich nutzbaren Fläche aus. Um die 900 Rinder wurden früher auf den Pfunderer Almen gesommert. Die größte Alm ist die Weitenberger Alm. Sie ist eine mit 370 Weiderechten genutzte Gemeinschaftsalm. Bei der Landwirtschaftszählung 2000 wurden 275 landwirtschaftliche Betriebe gezählt, 16 davon mit Urlaub auf dem Bauernhof.

### Flüsse und Gewässer
Seen sind nur auf dem nördlichen Rand des Gemeindegebietes anzutreffen. Sie sind fast alle in Felsbecken entstanden, die in den Eiszeiten von den Gletschermassen ausgeschürft wurden, so der Weitenbergersee, das „Pollackl“, der Grindlberger See und das „Korseabl“ östlich der Eisbruggalm. Der größte See hingegen, der Eisbruggsee oberhalb der Eisbruggalm, hat sich hinter einer Stirnmoräne gebildet, wobei eine vorhergehende Vertiefung des Geländes durch Gletschereinwirkung aber nicht ausgeschlossen werden kann.
Das größte Fließgewässer ist die Rienz, der Fluss, der das Pustertal entwässert. Sie nimmt bei Obervintl den Terner Bach und bei Niedervintl den Pfunderer Bach auf. Der Pfunderer Bach bekommt aus den weitläufigen Almgebieten des hinteren Pfunderer Tales den üppigsten Nachschub, wobei der Eisbruggbach eine wichtige Rolle spielt. Ein großer Anteil dieses Wassers wird in Dun beim „Sandl“ in ein Stollensystem abgeleitet, das ein Elektrizitätswerk in Mühlbach beschickt. Für den Betrieb eines gemeindeeigenen E-Werkes reicht die über das Jahr ziemlich gleichmäßige Wasserführung des Schmansnerbaches aus, der bei Schaldern in den Pfunderer Bach mündet.

### Die Pfunderer Berge

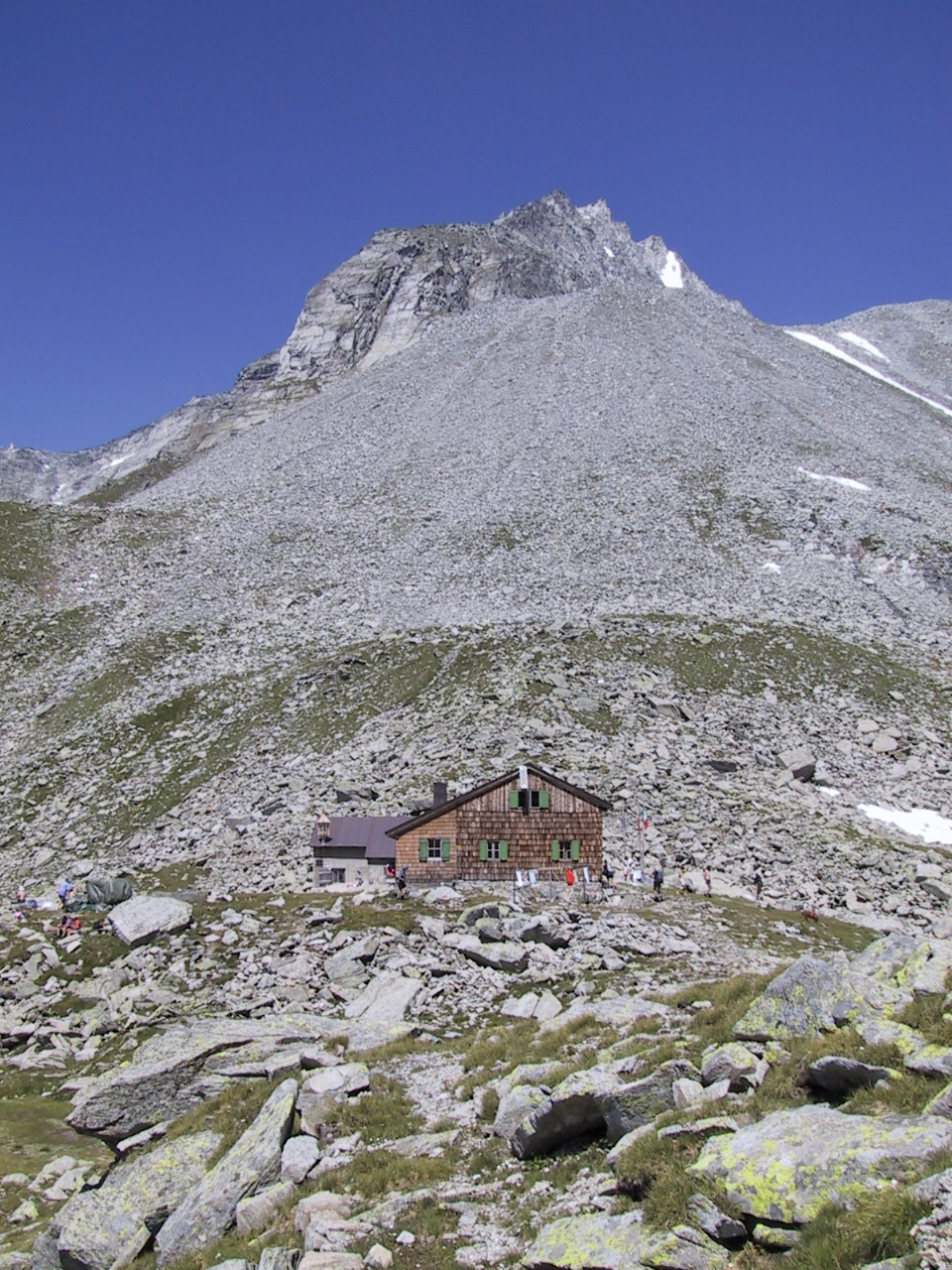
Edelrauthütte mit dem Niederen Weißzint am Pfunderer Höhenweg

Die südwestlich dem Zillertaler Hauptkamm vorgelagerten Gebirgszüge werden Pfunderer Berge genannt und nehmen eine Fläche von etwa 300 km² ein. Das Pfunderer Tal ist in sie eingebettet. Sie umschließen zudem im Westen das Valler Tal, bilden die Bergkette zum Pfitscher Tal hin und greifen im Osten auf die Gemeindegebiete von Mühlwald und Terenten über. Zu den markantesten Gipfeln auf Vintler Gemeindegebiet zählen neben dem Niederen Weißzint (3263 m) die Grabspitze (3068 m s.l.m.) in der Nähe des Pfunderer Jochs als höchste Erhebung des Bergkammes zwischen Pfitscher Tal und Weitenberger Kar, die Wurmaulspitze (3022 m s.l.m.) als höchste Erhebung westlich der Weitenberger Alm, die Napfspitze (2888 m s.l.m.) südlich des Eisbruggjochs, die Hochgrubbachspitze (2819 m) als eine der höchsten Erhebungen der östlichen Pfunderer Berge und ihr vorgelagert die Eidechsspitze (2738 m s.l.m.), der Vintler Hausberg. Ein bekannter Wanderweg ist der Pfunderer Höhenweg, der von Sterzing ausgeht und durch die Pfunderer Berge bis in die Gegend von Bruneck führt.

### Klima
Die klimatischen Bedingungen lassen in Vintl und Weitental den Anbau von Weizen zumindest an den sonnenbeschienenen Hängen zu. In Pfunders mussten die Bauern mit den widerstandsfähigeren Getreidesorten Roggen, Hafer und Gerste vorliebnehmen, als der Ackerbau noch in einem größeren Maßstab betrieben wurde. Die Niederschlagsmengen, die im langjährigen Durchschnitt in Vintl 779 mm, in Weitental 733 mm und in Pfunders 944 mm betragen, sind für eine ertragsreiche Grünlandwirtschaft normalerweise ausreichend. Am ehesten unter Trockenheit leiden Bauern an südexponierten Hängen wie in Sergs.

### Flora
Westlich von Niedervintl sind die südexponierten Hänge des Rienztales von Resten eines Bergmischwaldes mit Laubbäumen bewachsen. Sonst überwiegen auf diesen Hängen mit Granituntergrund Föhrenwälder. Der schattigere Getzenberg südlich der Rienz ist von Fichtenwäldern bedeckt, in denen einzelne Tannenbestände vorkommen. Die Hänge des Pfunderer Tales weisen die typischen alpinen Fichten-Lärchen-Mischwälder auf, wobei gegen die Waldgrenze hin, die hier bis auf 2000 m bis maximal 2130 m hinaufreicht, schüttere Lärchenbestände überwiegen. Was auffällt, ist das Fehlen der Zirbe. In der Tat ist die ganze Südflanke des Zillertaler Hauptkammes ein Zirbenfehlgebiet. Im Talgrund werden Bäche und Feuchtgebiete von Grauerlen begleitet, weiter oben überwuchern Grünerlen („Lutterstauden“) Bachränder, schattige Hänge und heute vermehrt vernachlässigte Weidegebiete. Große Flächen werden von Zwergstrauchheiden eingenommen: von der rostroten Alpenrose („Zetten“) im Verein mit der Schwarzbeere, der Preiselbeere („Granten“) und der Moosbeere („Moosefacken“), weiters vom Heidekraut („Hoadra“) und von der Gemsheide („Jochhoadra“).

### Fauna
In der Gemeinde Vintl kommen zahlreiche der charakteristischen Wildtiere der Alpen wie Gämsen, Murmeltiere, Rothirsche, Rehe, Füchse, Marder und Schneehasen vor. 1987 wurde eine Steinbockkolonie mit 4 Böcken und 4 Geißen aus Pontresina im Engadin im Eggerseiterberg im hinteren Pfunderer Tal ausgewildert. Daraus ist eine Steinwildpopulation von ca. 30 bis 40 Köpfen entstanden. Ebenfalls vorhanden sind Auerhuhn, Birkhuhn und Schneehuhn. Die Hege des Wildes obliegt den Jägern aus den zwei Jagdrevieren Pfunders und Vintl mit Weitental und Obervintl.

## Geologie

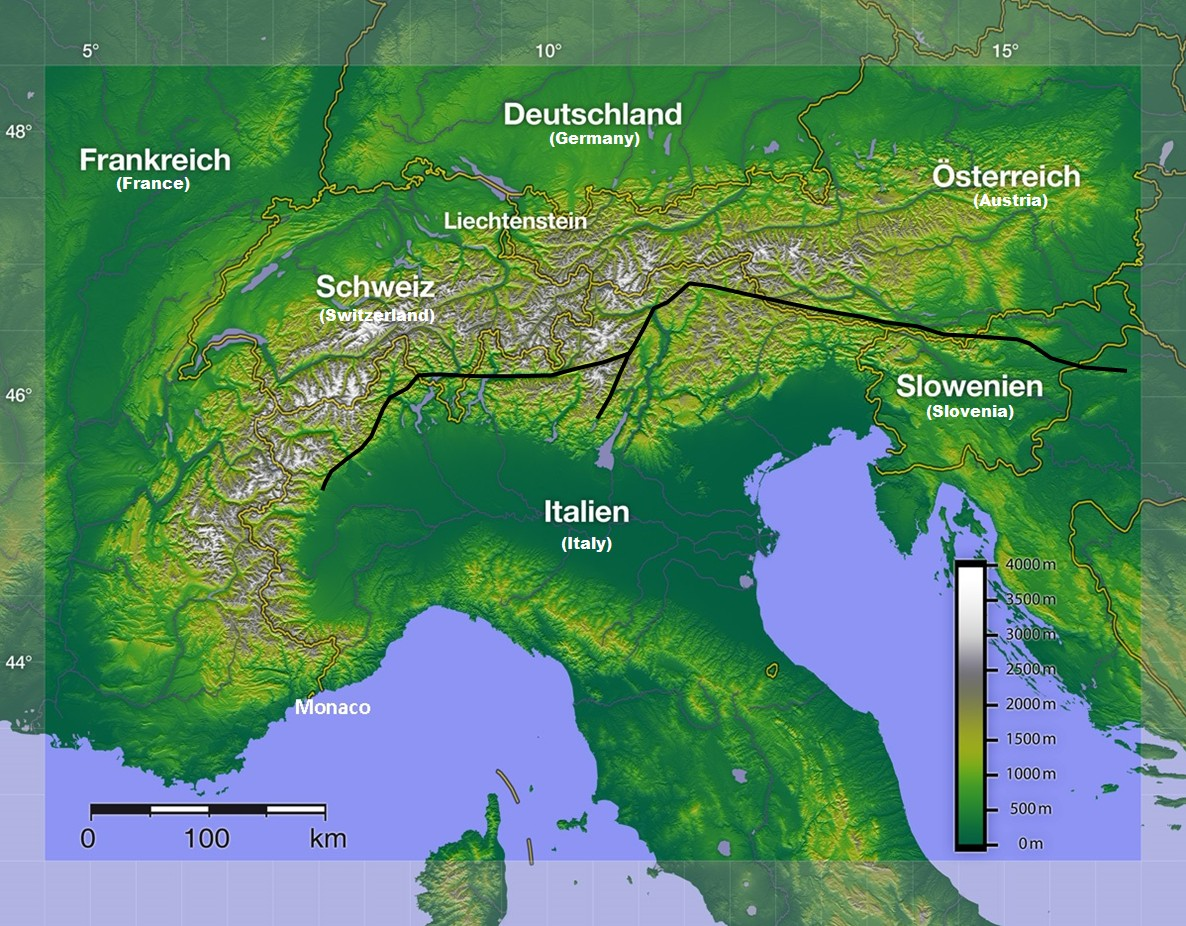
Die Periadriatische Naht

Das Gemeindegebiet von Vintl wird von der Pustertal-Linie, einem Teilstück einer langgezogenen tektonischen Bruchlinie, der Periadriatischen Naht, in west-östlicher Richtung durchschnitten. Die Streichrichtung der Hauptgesteinsserien verläuft parallel zu dieser Linie, so dass das Pfunderer Tal eine ganze Serie verschiedener Gesteinsformationen durchschneidet. Im Süden schiebt sich das Südalpin in Gestalt des Getzenberges bis an die Talfurche des Pustertales heran. Er gehört dem Deckensystem des Brixner Quarz-Phyllits an, ein karbonatfreies, bleigraues bis blaugraues metamorphes Sedimentgestein aus dem Paläozoikum. Daran schließen sich im Norden die noch zum Südalpin gehörenden Schichten des Brixner Granits an, granitische Plutonite aus dem Zeitalter des Perms. Ihr nördlicher Rand bildet zugleich die Bewegungsfuge der Periadriatischen Naht und weist deutlich ausgeprägte Zerreibungs- und Schleifspuren (Mylonite) auf. Parallel dazu ist im Tertiär der Granitkeil des Rensengranits als ein bis 1 km breiter westost verlaufender Gebirgsstreifen in dieses Gefüge eingedrungen.
Das Ostalpin ist in einem relativ schmalen Streifen zwischen Weitental und der Ortschaft Pfunders in Gestalt der „Alten Gneise“ vertreten. Die Grenze wird von den Gräben des Stoller und des Margener Baches oberhalb von Weitental in etwa vorgezeichnet. Die ostalpine Decke besteht hier in der Hauptsache aus kristallinen Schiefern, vor allem aus Paragesteinen (ehemalige Sedimentgesteine) und aus Orthogesteinen mit Quarz, Feldspat und Glimmern (von ehemaligen magmatischen Schmelzen abstammend).

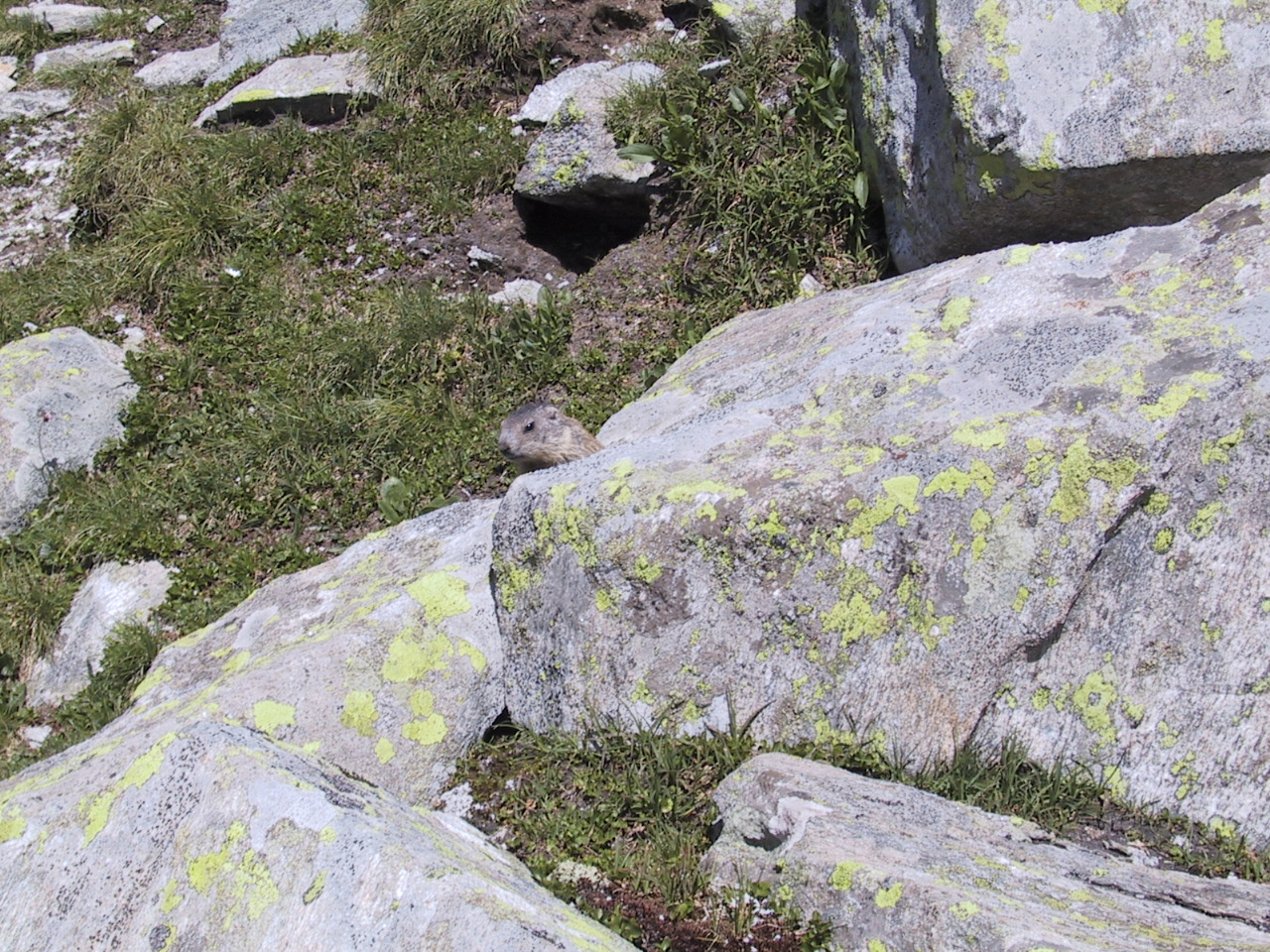
Murmeltier zwischen den Blöcken des Tauerngneises auf dem Eisbruggjoch

Die Grenzlinie zum anschließenden penninischen Tauernfenster verläuft vom Schellenberg in der Nähe der Furkelscharte ins Tal hinunter Richtung Pfunderer Pfarrkirche und streicht anschließend die Hänge querend oberhalb der Ast-Alm vorbei zum Passenjoch (2408 m) hinauf. Kalkglimmerschiefer und Kalkphyllite, die den Bündnerschiefern im Bereich des Engadinerfensters in Graubünden entsprechen, bilden die bis hinter Dun reichenden Schichten der Oberen Schieferhülle. Grüngesteine, vor allem Chloritschiefer und in geringerem Ausmaß Serpentine sind als metamorphe Schubeinschlüsse an vielen Stellen der Oberen Schieferhülle empor gepresst worden. Sie streichen als mächtiger Keil von Pfitsch her kommend über die Grabspitze (3059 m) und der Faßnacht (2537 m) immer schmaler werdend nach Osten. Grünschieferzüge gibt es im westlichen Weitenberg und südlich der Steinlerbergscharte, wo sie über die Paulscharte in die Bergflanken hinunterreichen. Auf der gegenüberliegenden Talseite stecken südlich des Dengelsteins schollenartige Kleinvorkommen von Serpentin. Dort wurde dieser teils schieferig-faserig ausgeformte, teils massig und sogar talkig vorkommende „griene Marbel“ aus Pfunders ab 1722 abgebaut.
An diese keilförmigen Ausläufer der Grüngesteine schließt die Untere Schieferhülle des Tauernkristallins an, die vor allem aus kalkfreien kristallinen Schiefern besteht. Sie liegt der tektonisch tiefsten Einheit des Tauernfensters auf, dem Zentralgneis. Dieser berührt das Gemeindegebiet nur randlich. Ein schmaler Streifen des Zentralgneises ist in der Unteren Schieferhülle eingebettet und zieht sich von der Eisbruggspitze nördlich des Tschirn vorbei bis zum Sente-Kar. Das Gestein ist auffallend hell und besteht vorwiegend aus granitischem, gelegentlich auch aus tonalitischem Orthogestein. Der Verlauf dieser hellen Tauerngneisausläufer ist auch auf Satellitenbildern der Region gut erkennbar.

## Morphologie

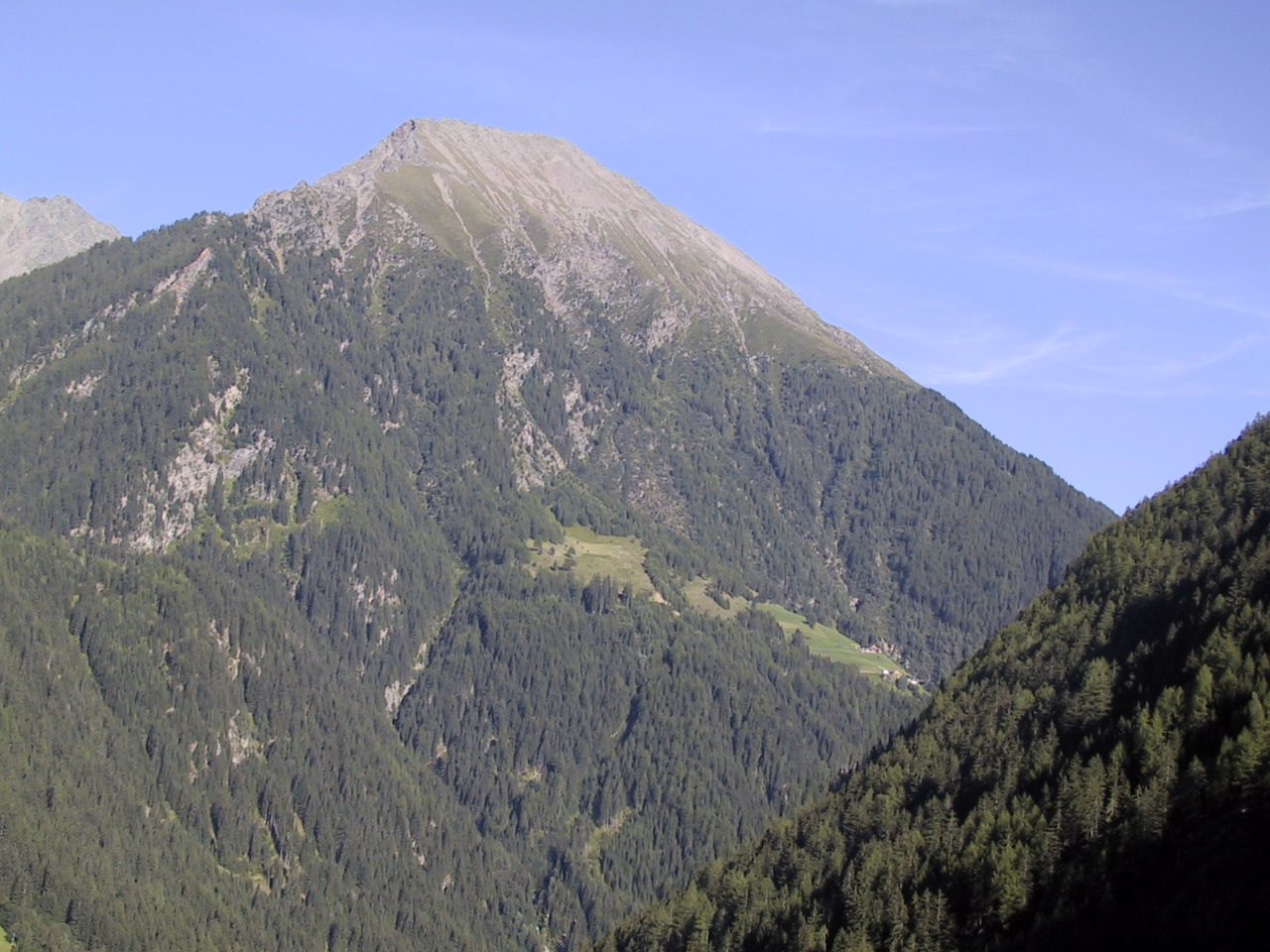
Westflanke der Eidechsspitze mit den Höfen von Kammerschien

Im Pfunderer Tal sind an manchen Stellen Altflächen- und Talbodenreste zu erkennen. Das sind manchmal weitläufige, sanfter ansteigende Oberflächensysteme oder Geländestufen, wobei es sich um die Reste voreiszeitlicher Oberflächenformen oder Talböden handelt. Sie sind ein Anzeichen dafür, dass der Hebungsprozess des Gebirges hin und wieder von Ruhephasen unterbrochen wurde. Eine dieser Talbodenstufen beginnt in Dun, streicht über Eggerseite, Riegl und Kammerschin talauswärts nach Talson bis hin zum Margenkopf.
Die Gletschermassen der Eiszeiten haben auf den aus dem Tertiär überkommenen fluviatil – also durch Fließgewässer – geprägten Altformen deutliche Spuren hinterlassen. Eckigere Geländeformen wurden gerundet, Kare und Felswannen ausgeschürft, Rundbuckel entstanden, Täler wurden durch glaziale Einwirkung von Kerbtälern zu Trogtälern. Einige Almtäler im hinteren Pfunderer Tal sind Beispiele dafür. Viele als Moränenreste identifizierbare Geländeformationen stammen jedoch nicht von den großen Vereisungen her, sondern sind das Ergebnis von Gletschervorstößen aus dem Schlern-, Gschnitz- und Daun-Stadium, also eines Zeitabschnittes von vor 9000–7000 Jahren, in dem die Durchschnittstemperaturen erneut stark absackten. So sank die Schneegrenze während des Schlern-Stadiums auf 2000 m herab und die Gletscherzungen stießen bis in die Täler vor. Der heutige Kirchbühel in Pfunders entpuppt sich als Stirnmoräne eines Gletschervorstoßes des Schlernstadiums. Überreste einer Seitenmoräne aus dieser Zeit bilden einen hangquerenden Wall auf der Eggerseite.
Ein morphologisches Landschaftsmerkmal sind die Schwemmkegel der Flüsse und Bäche in den Talniederungen. Im Rienztal sind es der Winnebach, der Ternerbach, der Kaserbach und der Pfunderer Bach, die ausgedehnte Schwemmfächer gebildet haben. Im Talgrund des Pfunderer Tales haben die Materialablagerungen verschiedener Seitenbäche den Talboden aufgefüllt. In Weitental haben die Schuttablagerungen der Bäche zweier direkt gegenüberliegender Grabensysteme (Stoller und Talsoner Graben) immer wieder den Pfunderer Bach gestaut und dadurch taleinwärts eine ausgedehnte Aufschüttungsebene geschaffen, während talauswärts eine deutlich abfallende Talstufe entstand.

## Geschichte

### Name und Etymologie
Vintl wird urkundlich erstmals in einer Freisinger Traditionsnotiz von ca. 993/94–1005 als „in valle Uintulla“ (‚im Tal von Vintl‘) erwähnt. Unter Namenkundler gilt Vintl als einer der wenigen Tiroler Ortsnamen mit relativ gesicherten keltischen Wurzeln. Über den im ladinischen Exonym Vandoies (heute auch im Italienischen verwendet) erhaltenen Lautstand kann man den Ortsnamen zu Vendoglio im Friaul und Vendeuil in der Picardie stellen. Als Bedeutung lässt sich ‚weißes Feld‘ oder ‚weiße Lichtung‘ erschließen, alternativ auch ein ‚Feld des Vindos‘.
Weil einige Ortsnamen im Gemeindegebiet romanische Ursprünge haben, kann davon ausgegangen werden, dass vor der Ankunft der bajuwarischen Siedler im 7. Jh. n. Chr. auch schon entlegenere Orte im Pfunderer Tal bewohnt waren: So steckt im Namen Pfunders – die erste urkundliche Erwähnung erfolgte um 1067 – das romanische fondus (Boden, Landgut, Grund), im Namen Schaldern erkennen Namenkundler scala (Stiege, Stufenfolge) mit dem Suffix are, Kammerschien kann hergeleitet werden von campus (Acker, Feld) ursinus (vom lat. ursus), also Bärenfeld. Flurnamen wie „Kamp“, „Gampis“, „Falmetz“, Furkel haben ebenfalls romanische Wurzeln. 1456 ist für Niedervintl die Ortsbezeichnung zu der Niderenvintull urkundlich bezeugt.

### Mittelalter
Was den Archäologen in Vintl die Arbeit erschwert, ist der Umstand, dass zahlreiche historisch interessante Relikte bar jeder systematischen Sorgfalt geborgen wurden. Daher haben sich in einigen Fällen überhaupt nur mehr wenig hilfreiche Schriftstücke oder Aufzeichnungen erhalten, und bei anderen fehlen genaue Ortsangaben. Die Funde lassen jedoch auf Siedlungstätigkeiten an den südexponierten Kuppen und Hängen des Rienztales bei Niedervintl und Obervintl in vorrömischer und römischer Zeit schließen.
Im Mittelalter haben die Bajuwaren das Gemeindegebiet ab dem 7. Jh. kapillar besiedelt. Bis weit in die heutige Zeit hinein behielten fast alle Ortschaften den für die Landnahme der Bajuwaren typischen Streusiedlungscharakter, bei dem die Ortskerne am ehesten mit dem Standort der Kirchen gleichzusetzen sind. Vintl gehörte zur Grafschaft Pustertal, die bis zur Mühlbacher Klause reichte und im Jahr 1091 von Kaiser Heinrich IV. dem Brixner Bischof Altwin übergeben wurde. Die Bischöfe übertrugen die Verwaltung ihren Ministerialen, den Herren von Schöneck und Rodeneck, die seit 1140 nachweisbar sind. Diese führten 1290 eine Besitzteilung und 1320 eine Erbteilung durch, bei der ein eigenes Gericht Niedervintl entstand, das Arnold von Schöneck zugesprochen wurde. Obervintl verblieb beim Gericht Schöneck und nahm damit einen anderen verwaltungshistorischen Verlauf. Als Arnold von Schöneck 1336 einen Teil seiner Besitzungen verkaufte, war es der Brixner Bischof Albert I. von Enn, der Niedervintl um 200 Mark erwarb. Fortan blieb das Gericht Niedervintl bis zur Säkularisation im Jahre 1803 in bischöflichem Besitz.
Bedeutend für die Siedlungsgeschichte sind die Grundherrschaften, weil sie den Siedlungsausbau organisiert haben. Ihre Besitzstandsverzeichnisse, soweit sie noch vorhanden sind, und die Beurkundungen über Besitzstandswechsel ermöglichen erste Einblicke und die Rekonstruktion der frühen Geschichte. Die frühesten urkundlich fassbaren Grundherrschaften gehörten dem weltlichen Adel an. Durch Schenkungen erlangten das Kloster Neustift, das Brixner Domkapitel, aber vor allem das Hochstift Brixen im Laufe der Zeit große Besitzzuwächse. Das Hochstift Brixen wurde zur weitaus größten Grundherrschaft und besaß um 1400 im Gericht Niedervintl 72 grundherrschaftlich belastete Höfe.

### Neuzeit

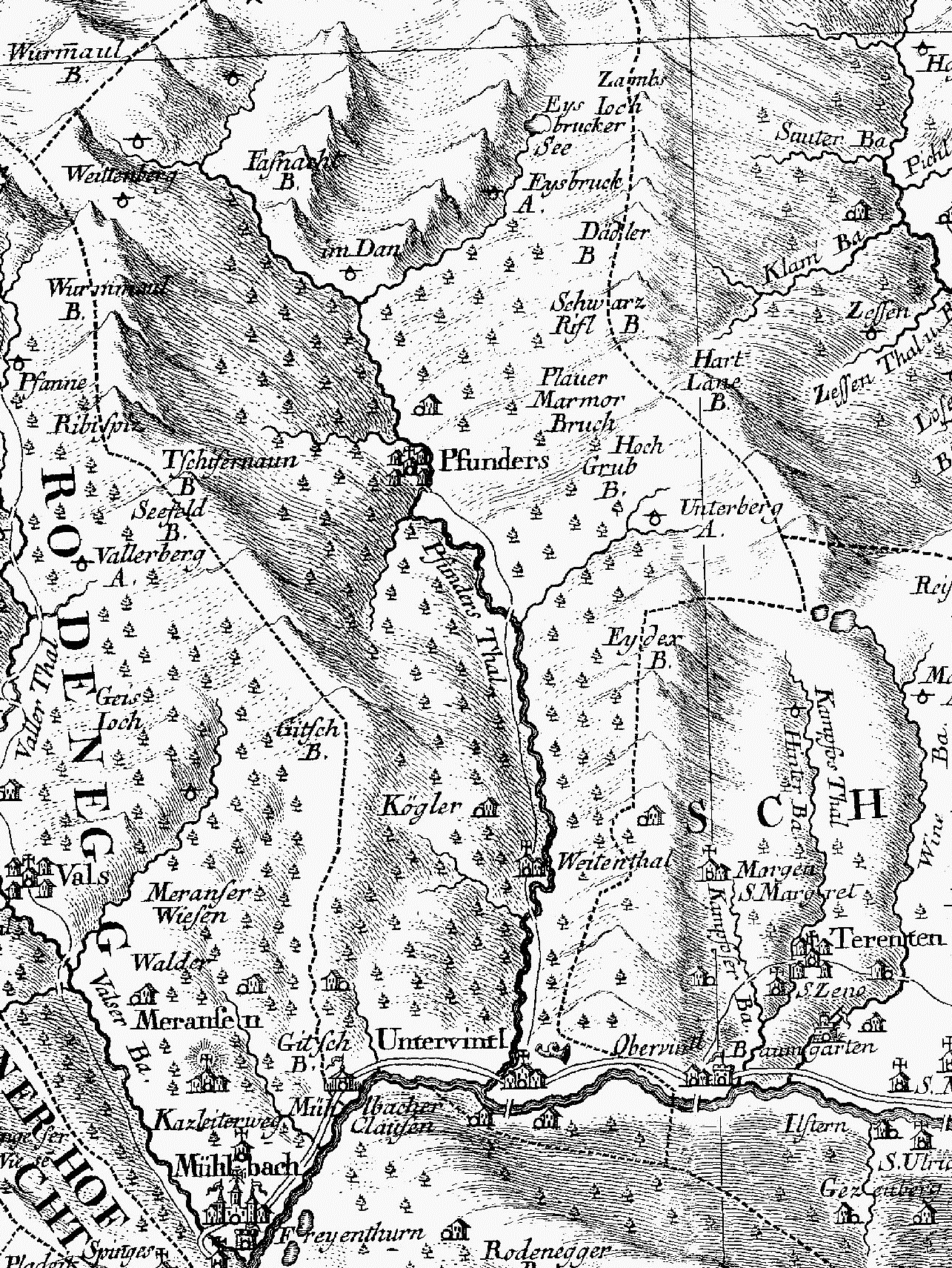
Das Gebiet der heutigen Gemeinde Vintl im Atlas Tyrolensis (1774) – deutlich erkennbar ist die Gerichtsgrenze zwischen Ober- und Niedervintl.

Niedervintl, Weitental und Pfunders bildeten bis 1803 ein fürstbischöfliches Gericht, dem die Verwaltung und die Rechtsprechung oblag. Nach der Säkularisation der geistlichen Fürstentümer ging es in staatliche Verwaltung über. Nachdem Tirol 1805 unter bayrische Verwaltung gekommen war, wurde das Gericht Niedervintl Teil des Gerichtes Rodeneck mit Sitz in Mühlbach. Eine Verwaltungsreform im Jahre 1811 führte im Sinne eines modernen Staatswesens die Gewaltenteilung ein und errichtete als neue Verwaltungseinheiten die Gemeinden Niedervintl, Weitental und Pfunders, die 1850 dem Bezirksgericht Brixen unterstellt wurden. Die Gemeinde Obervintl wurde 1827 dem Landgericht Bruneck unterstellt.
Während der Zeit der Franzosenkriege beteiligten sich die örtlichen Schützenkompanien unter der Führung des damaligen Postmeisters von Niedervintl, Bartlmä von Guggenberg und des Kuraten von Weitental, Georg Lantschner, an mehreren Gefechten. Sie kamen nach dem Kriegseintritt Italiens am 23. Mai 1915 an der Dolomitenfront zum Einsatz. Nach dem Ersten Weltkrieg wurde der südliche Teil Tirols dem italienischen Staat zugesprochen. Infolge der faschistischen Machtübernahme wurde nach und nach die deutsche Sprache aus den Gemeindestuben und aus den Schulen verbannt. Ab 1925 wurden in allen Ortschaften illegale Katakombenschulen eingerichtet, in denen Hilfslehrerinnen bis 1943 den Kindern Unterricht in deutscher Sprache erteilten. 1926 ersetzten die Amtsbürgermeister (Podestà) die gewählten Bürgermeister. Im Jahre 1929 schloss ein Regierungsdekret die Gemeinden Obervintl, Niedervintl, Weitental und Pfunders zur Gemeinde Vintl in ihrem heutigen Umfang zusammen. Im Zuge der Option – der aus dem Hitler-Mussolini-Abkommen hervorgehenden Aufforderung an die Südtiroler, entweder Reichsdeutsche zu werden oder sich der Italianisierung zu unterwerfen – wanderten im Zeitraum von 1939 bis 1943 etwa 540 Personen aus der Gemeinde ab.
In der Nacht vom 15. auf den 16. August 1956 kam in Pfunders der Finanzbeamte Raimondo Falqui zu Tode, in dessen Folge es zum viel beachteten „Pfunderer Prozess“ kam.
Im Schuljahr 1963/64 wurde in Niedervintl eine Mittelschule eingerichtet. In den Jahren ab 1960 siedelten sich auch zunehmend auswärtige Betriebe in der Gemeinde an.
Im Mai 2012 wurde ein Brandanschlag auf das Asylantenheim Fischerhaus verübt.

### Kirchenbauten
Die alte, dem hl. Urban geweihte Chorquadratkirche in Vintl, deren Ursprünge in die romanische Bauperiode zurückreichen wurde 1378 erstmals urkundlich erwähnt. Sie steht heute unscheinbar neben der 1760–1763 neu erbauten und von Josef Anton Zoller ausgemalten Barockkirche. Kunsthistorisch interessant sind die Fresken in der alten Kirche, die teilweise den Meistern Hans von Bruneck und Leonhard von Brixen zugeschrieben werden.
Für Weitental wurde bereits 1180 ein Kirchenbau erwähnt. Die dem hl. Thomas geweihte Kirche wurde 1777 mit einem neuen Langhaus im Barockstil versehen, das Johann Mitterwurzer aus Mühlbach ausgemalt hat.
Einen landschaftlich beeindruckenden Platz haben die Bewohner von Pfunders für den Standort ihrer Martinskirche gewählt. Die erste Erwähnung einer seelsorglichen Tätigkeit, die die Existenz einer Kirche bezeugt, stammt aus dem Jahr 1397. Das Langhaus wurde in den Jahren bis 1808 umgebaut und von Franz Altmutter ausgemalt.
Das Nikolauspatrozinium weist für Obervintl auf eine Kirche hin, die schon lange vor ihrer ersten Erwähnung um 1300 vorhanden gewesen sein könnte. Der einheitlich gotische Bau aus dem auslaufenden 15. Jahrhundert wurde 1749 barockisiert und 1891 mit Deckenfresken versehen. Von dem von Hans Klocker stammenden Schnitzaltar aus dem Jahre 1490 ist nur mehr die später übermalte Figur des Kirchenpatrons erhalten.

### Bergbau in Pfunders
Für Pfunders sind mehrere Anläufe überliefert, um die nicht sehr ergiebigen Erzlagerstätten auszubeuten. So wurde dem Bischof von Brixen 1541 hinterbracht, dass Fugger’sche Knappen im Weitenberg ohne seine Einwilligung Gold- und Kupferbergbau betrieben und das Erz über das Pfundererjoch nach Sterzing säumten. Der Bischof ließ die Schürftätigkeiten einstellen und versagte auch weiteren Bemühungen in den Jahren 1707 und 1736, die auf eine Initiative der Regierung der Oberösterreichischen Länder in Innsbruck zurückgingen, seine Einwilligung. Ein letzter Versuch in den Jahren 1807–1809 scheiterte an der zu geringen Ergiebigkeit des Erzvorkommens.
Erfolgreicher war der Marmorabbau (Chloritschiefer), von dem 1722 das erste Mal berichtet wird. Damals gingen Lieferungen nach Bayern für den Bau der Klosterkirche in Ettal. 1724 verbot der Brixner Hofrat den Steinmetzen aus Bayern Bearbeitung und Abtransport, weil die Verwendung dieses Steins vermutlich schon für den Neubau des Brixner Domes (1745–1755) geplant gewesen sein dürfte. In Vintl wurde zu diesem Zweck 1727 der Bau einer Marmorsäge genehmigt. Wie sich die Tätigkeit des Abbaus weiter entwickelte, ist nicht überliefert. 1822 berichtet Beda Weber, dass im Gaiskofel der Marmor in schönen Platten herunter breche, die dann beim Bau der Franzensfeste Verwendung fanden. 1963 hat der Unternehmer Dieter Grünig aus Erlenbach/Odenwald in Deutschland den Abbau dieser Steine (Chloritschiefer und Serpentin in Dun, Quarzit am Gaiskofel) wieder aktiviert und zu diesem Zweck in Pfunders ein Werk gegründet.

## Bevölkerung

### Einwohnerentwicklung
Eine Feuerstättenzählung von 1596 überliefert, dass in Niedervintl 68, in Weitental 58 und in Pfunders 60 Feuerstätten gezählt wurden. Gewisse Rückschlüsse auf die Bevölkerungsanzahl in früheren Zeiten lassen sonst höchstens die dürftigen Hinweise und Schilderungen einzelner Kuraten zu, die die Dörfer seelsorglich betreuten. Demnach hat die Bevölkerungsanzahl in Pfunders in bestimmten Epochen die Tausendermarke überschritten. Die Wohnverhältnisse waren nach heutigen Maßstäben katastrophal, lebten doch bis zu 30 Personen in einem größeren Haus. Im Laufe des 19. Jh. nahm die Einwohnerzahl kontinuierlich ab. Erst nach dem Ersten Weltkrieg kehrte sich dieser Trend wieder um.
|  |  |

### Sprachgruppen
Vintl ist gemäß den erhobenen Sprachgruppenzugehörigkeitserklärungen bzw. Sprachgruppenzuordnungserklärungen eine weitgehend deutschsprachige Gemeinde. Als Berechnungsgrundlage der folgenden Prozentwerte wurden die gültigen Erklärungen von Personen mit italienischer Staatsbürgerschaft herangezogen.
| Sprache     | 1981    | 1991    | 2001    | 2011    | 2024    |
| ----------- | ------- | ------- | ------- | ------- | ------- |
| Deutsch     | 98,12 % | 98,08 % | 97,91 % | 98,23 % | 97,09 % |
| Italienisch | 1,70 %  | 1,67 %  | 1,89 %  | 1,26 %  | 2,29 %  |
| Ladinisch   | 0,18 %  | 0,24 %  | 0,20 %  | 0,52 %  | 0,62 %  |

### Brauchtum
Das alte Brauchtum, dem oft Totenverehrung, Geisterglaube, Fruchtbarkeitszauber und Notsituationen zugrunde lagen und das nicht selten eine religiöse Überprägung erfuhr, hat das tägliche Leben der früher ganz dem Leben in der Berglandwirtschaft verhafteten Bevölkerung im Jahresablauf begleitet. Viele der alten Bräuche sind heute abgekommen, weil ihnen mit den modernen Lebensweisen (Mobilität, Fernsehen, Rückgang der Bedeutung der Landwirtschaft) die Existenzgrundlage abhandengekommen ist. Manche haben überlebt, wenn auch in abgesunkener, verfremdeter Form. Ein alter Brauch ist das Krapfenbetteln. Er hat sich in Pfunders erhalten.

### Dialekt
Im Gemeindegebiet wird hauptsächlich Pustrerisch gesprochen. Dazu gehört, dass das mittelhochdeutsche uo (z. B. muoter, bruoder also Mutter, Bruder) als ui (Muito, Bruido) ausgesprochen wird. Das mittelhochdeutsche ei (Stein, Bein), das östlich von Bruneck im oberen Pustertal als langes a (Staan, Baan) erscheint, wird im mittleren und unteren Pustertal als oa (Stoan, Boan) ausgesprochen. Das lange o (in Brot, rot, groß, Ohr) wird zu oa bzw. ue (Broăt, roăt, groăß).
In Pfunders hat eine auffällige sprachliche Besonderheit überlebt, wofür die Pfunderer bei den Eingeweihten gern belächelt wurden (Pfundra Stééßa) oder fragendes Unverständnis heraufbeschwörten, wenn sie auswärts ihren Dialekt gebrauchten. In Pfunders nämlich würde Rotkäppchen im berühmten Märchen so fragen: „Muito, wos hosch’en du wella grééßa rééta Éérn?“ (Mutter, was hast du denn für große rote Ohren?), wobei sich das helle e | és, das das oă oder ue in roăt, groăß ersetzt, sich so anhört ésⓘ. Viele Pfunderer passen sich deswegen heute auswärts an die dort übliche Mundart an, sind aber zu Hause bis heute dem altertümlichen Zungenschlag treu geblieben.

## Politik

### Bürgermeister
Bürgermeister seit 1951:
- Hubert Achammer: 1951–1956
- Viktor Seebacher: 1956–1964
- Anton Weissteiner: 1964–1969
- Johann Mayr: 1969–1978
- Josef Seebacher: 1978–1995
- Rudolf Cerbaro: 1995–2010
- Walter Huber: 2010–2025
- Robert Seebacher: seit 2025

### Zusammenarbeit mit Nachbargemeinden
Die Gemeinde Vintl ist Mitglied der Bezirksgemeinschaft Pustertal. Die Bezirksgemeinschaften sind übergemeindliche Verwaltungsstrukturen und sind seit der Verabschiedung des Landesgesetzes Nr. 7 vom 20. März 1991 Körperschaften öffentlichen Rechts, die im Sinne einer administrativen Dezentralisierung sowohl eigene als auch delegierte Aufgaben wahrnehmen. Vorläufer der Bezirksgemeinschaften waren die Talschaften, die die gesamten wirtschaftlichen Interessen der Berggebiete fördern sollten. Wichtige Aufgaben der Bezirksgemeinschaften sind die Abfallbeseitigung im weitesten Sinne (Abfallwirtschaft, Abwässer, technische Dienste) und die Führung der Sozialdienste (z. B. finanzielle Sozialhilfe, Beratungsstellen, Wohngemeinschaften etc.).

### Gemeindewappen
Blasonierung: Das Gemeindewappen zeigt auf rotem Grund zwei aufrechte, einander zugekehrte weiße Bärentatzen.
Wappenerklärung: Es ist dem Stammwappen der Familie Vintler entlehnt, die vermutlich ursprünglich aus Vintl stammte und 1140 in Bozen erwähnt wird. Diese Familie gelangte später zu großem Reichtum. Niklaus Vintler erwarb 1385 gemeinsam mit seinem Bruder Franz die Burg Runkelstein am Eingang des Sarntales in Bozen. Sie ließen die Anlage umbauen und zwischen 1388 und 1410 mit einem profanen Freskenzyklus ausstatten, der sich mit dem höfischen Leben und mit der Erzählung von Tristan und Isolde befasst. Die Fresken sind im „Weichen Stil“ gemalt, so wird die „Höfische Kunst“ oder die „Internationale Gotik“ um 1400 genannt.

### Ortspartnerschaften
Pfunders pflegt seit 1970 eine Ortspartnerschaft mit Siegsdorf im oberbayrischen Landkreis Traunstein. Diese Partnerschaft hat sich ursprünglich aus Schülerbriefwechseln entwickelt, die der Pfunderer Grundschullehrer Albin Oberhofer nach einem Besuch 1962 angeschoben hat.

## Historischer Baubestand
Auf dem Gebiet der Gemeinde Vintl bestehen 34 (Stand: 2012) denkmalgeschützte Objekte. Darunter befindet sich neben den Kirchen und Kapellen vor allem bäuerliche Architektur wie etwa Bauernhöfe, Mühlen oder Kornkästen.

## Bildung
Vintl ist Sitz eines deutschen Schulsprengels. Dieser umfasst auf dem Gemeindegebiet die vier Grundschulen in Niedervintl, Obervintl, Weitental und Pfunders, sowie die Mittelschule in Niedervintl. Dem Schulsprengel angeschlossen ist auch die Grundschule der Nachbargemeinde Terenten.

## Wirtschaft und Infrastruktur

### Landwirtschaft
Bis in die 1960er-Jahre war die Landwirtschaft und die Viehzucht in der Gemeinde Vintl die fast alleinige Erwerbsgrundlage der Bevölkerung. Die bergbäuerlichen und auf strikte Selbstversorgung ausgerichteten Lebensweisen waren bis dahin für den Großteil der Menschen durch die Jahrhunderte fast gleich geblieben. Diese in alten Traditionen verhaftete und in einem komplexen Netz von religiösen und weltlichen Sitten und Gebräuchen eingebettete Welt der Bergbauern begann seit den 60er Jahren einen bis dahin nie gekannten Umbruch zu erleben. Die Errungenschaften der Technik, wie die Elektrizität und die neuen Maschinen, waren weniger der Grund für den fundamentalen Mentalitätswandel, der in der bäuerlichen Welt um sich griff. Was – mit den Augen der Bauern gesehen – schwerer wog und die Aufrechterhaltung des Status quo nicht mehr zuließ, waren die Beschäftigungsalternativen für all die Dienstboten, an denen bisher kein Mangel geherrscht hatte, und die scharenweise in die neu entstandenen Industriebetriebe abwanderten oder vom boomenden Dienstleistungssektor, wie dem Tourismus im Dolomitengebiet, abgeworben wurden.
Die Bauern mussten erkennen, dass viele arbeitsintensive Tätigkeiten, die früher im bäuerlichen Jahresablauf eine Selbstverständlichkeit darstellten (und im heutigen Verständnis mitgeholfen hatten, diese einzigartige Kulturlandschaft zu schaffen und zu erhalten), nun nicht mehr durchgeführt werden konnten, weil das Personal nicht mehr da war. Die Folge war ein Umstrukturierungsprozess, bei dem sich die meisten auf dieser Höhenlage auf die Milchwirtschaft und auf die Grünlandbewirtschaftung spezialisierten. Die Milch wird seitdem vom Tankwagen des Milchhofes Brixen eingesammelt, der sie zu Mozzarella, Käse und Joghurtprodukten verarbeitet. Viele bäuerliche Kleinbetriebe konnten letztendlich nur als Zuerwerbsbetriebe überleben. Einen wichtigen Beitrag leistete die öffentliche Hand, die dafür sorgte, dass mittlerweile alle Höfe auf dem Gemeindegebiet und viele Almgebiete durch Zufahrtsstraßen erschlossen sind. Die Bergbauern werden heute immer mehr als Hüter einer alten Kulturlandschaft gesehen, für deren Pflege die öffentliche Hand Beiträge zusichert.
| Größe in ha   | Anzahl | in % |
| ------------- | ------ | ---- |
| kleiner als 2 | 29     | 13,8 |
| 2 bis 5       | 50     | 23,8 |
| 5 bis 10      | 52     | 24,8 |
| 10 bis 20     | 37     | 17,6 |
| 20 bis 50     | 24     | 11,4 |
| größer als 50 | 18     | 8,6  |

Bei der Landwirtschaftszählung 2000 wurden 275 landwirtschaftliche Betriebe gezählt, 126 davon waren Haupterwerbsbetriebe, 124 Nebenerwerbsbetriebe und zu den Sonstigen wurden 25 gereiht. 124 Betriebe gaben damals an, Rinder zu halten.
Nach Fraktionen aufgeschlüsselt, herrscht in Pfunders eine gewisse Ausgeglichenheit zwischen den verschiedenen Betriebsgrößen vor, wobei auch zu berücksichtigen ist, dass Pfunders die weitaus meisten Almgebiete besitzt. In Weitental besitzen beinahe zwei Drittel aller Bauern weniger als 5 ha Acker- und Wiesenflächen und können von der Landwirtschaft allein nicht leben. Ähnlich sind in Obervintl die kleinstrukturierten Betriebe vorherrschend, doch stehen ihnen einige stattliche Höfe gegenüber. Niedervintl ist ein Fall für sich. Der Großteil der Betriebe ist dort in der Hand weniger Besitzer und die übrigen Betriebe sind wegen ihres geringen Umfangs Zuerwerbsbetriebe. Von der etwa 4600 ha großen Nutzfläche werden heute nur mehr 2,4 % als Ackerfläche genutzt, alles Übrige wird für die Grünlandbewirtschaftung hergenommen. An Viehbestand wurden im Jahre 2000 2117 Rinder, 31 Pferde, 84 Schweine und 748 Schafe und Ziegen statistisch festgehalten. Im Vergleich dazu ergab eine Zählung um 1930 1344 Rinder, 90 Pferde, 398 Ziegen und 892 Schafe.
Die Kleinbauern nutzen verschiedene Möglichkeiten des Zuerwerbs. Manche finden im Winter Anstellung in den nahe gelegenen Skigebieten von Vals und Meransen, andere betätigen sich als Handlanger bei Baufirmen oder haben sich auf die Herstellung bäuerlicher Gebrauchsgegenstände spezialisiert, die meisten jedoch haben Arbeit in den Industriebetrieben gefunden und bewirtschaften ihr Höfe mit Hilfe der Familienangehörigen nur mehr nebenher.
Die Bewohner des Pfunderertales haben ihre Lebensweise zwar den modernen Anforderungen angepasst, ganz verschwunden sind die Spuren des heute archaisch anmutenden ehemaligen Bauerndaseins jedoch nicht. In Pfunders wurde vieles konserviert. Dem interessierten Besucher werden auf geführten Rundwanderungen über den Pfunderer Höfeweg, der vom Landschaftsplaner Stefan Gasser gestaltet wurde, und der im Herbst 2012 offiziell seiner Bestimmung übergeben wurde, viele Nuancen der bäuerlichen Welt eindrucksvoll vor Augen und Gaumen geführt.

### Handwerk und Industrie
In den alten Chroniken werden Handwerker zwar immer wieder benannt, aber wie sie früher ihr Leben gefristet haben und ob sie dauerhaft ihrem Beruf nachgegangen sind, geht aus diesen schriftlichen Unterlagen nicht hervor. Aus Quellen von anderen Gegenden Tirols ist bekannt, dass sich Handwerker in ländlichen Gebieten früher immer sehr schwer getan haben. Sie waren hauptberuflich meist selbst Kleinbauern und verdienten sich als Handwerker in einer bestimmten Sparte ein Zubrot. Es gibt Hinweise darauf, dass in Niedervintl Weber, Bäcker und Schmiede existierten, die sich durch bischöfliches Privileg vor den „Stearern“ zu schützen trachteten. Die „Stearer“ waren demnach illegal oder wild handelnde Handwerker. Von Hausnamen in den einzelnen Dörfern lässt sich ebenfalls auf die zumindest zeitweise Existenz eines entsprechenden Handwerkers, wie Schneider, Binder, Schuster, Müller oder Gerber ableiten. Auf jeden Fall war das Gemeindegebiet für die Handwerker kein goldener Boden. Die Lage änderte sich allmählich erst in den 60er Jahren. Betriebe siedelten sich an, die Leute fanden nun Arbeit außerhalb der Landwirtschaft und konnten sich Anschaffungen leisten, wovon auch die Handwerker zu profitieren begannen. Es war eine Zeit, in der es in ganz Südtirol wirtschaftlich fühlbar voranging. In Vintl wurden im Jahre 2006 89 Handwerks- und Industriebetriebe gezählt, davon etwa 90 % Kleinstbetriebe mit bis zu 9 Beschäftigten, 7,5 % Kleinbetriebe mit 10 bis 49 Beschäftigten und 2,1 % Mittelbetriebe.

### Wichtige Arbeitgeber

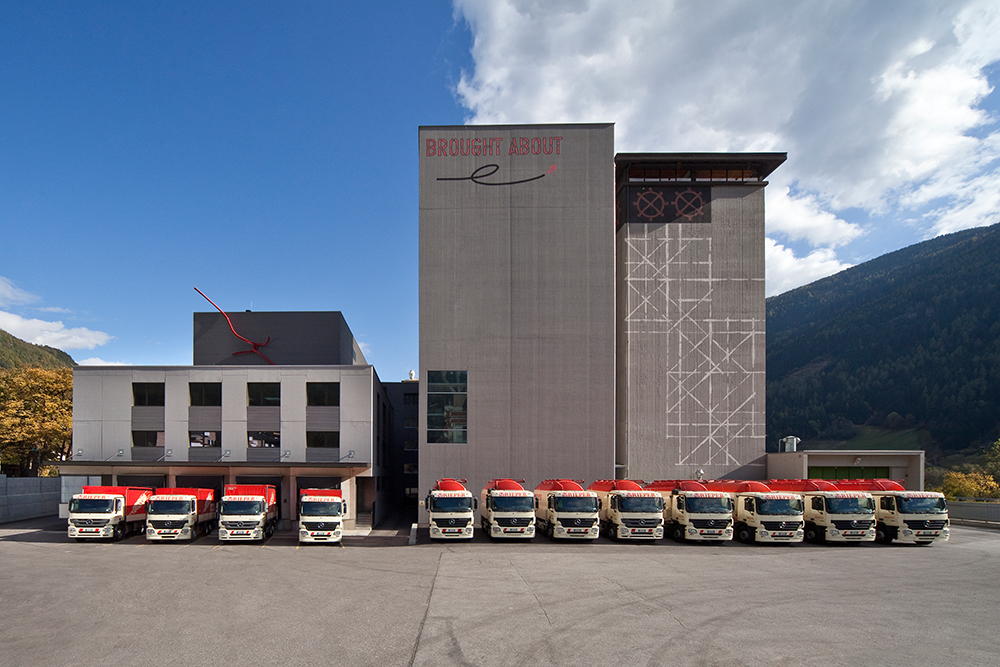
Die Rieper-Mühle in Vintl mit einer Konzeptarbeit von Lawrence Weiner

Eine Unternehmerfamilie, die sich durch ihre Beständigkeit, Innovationsfreudigkeit und durch stete Expansion für Vintl in beschäftigungspolitischer Hinsicht besonders hervorgetan hat, stammt selber aus Niedervintl und hatte schon im 19. Jahrhundert dort wichtige Weichen für die Zukunft gestellt, die Familie Rieper. Alois Anton Rieper hatte 1860 den renommierten Postgasthof in Niedervintl erworben, mit dem noch ein stattlicher landwirtschaftlicher Betrieb und ein Sägewerk verbunden waren. In der Folge nutzten die Riepers 1901 als erste Unternehmer in Südtirol die Wasserkraft für die Gewinnung elektrischer Energie. Durch Zukauf des Brücklechneranwesens stockte die Familie 1907 ihre Wasserrechte weiter auf und gelangte zudem in den Besitz einer kleinen Kunstmühle, der sogenannten „Rieper-Mühle“, die 1914 ausgebaut und schließlich das wirtschaftliche Hauptbetätigungsfeld wurde. 1948 kam die Kraftfuttererzeugung als neue Sparte dazu, die heute Umsatzträger Nummer eins ist. Mit derzeit 115 Mitarbeitern ist die Firma A. Rieper AG im Kunstmühlenbereich Marktführer in Südtirol.
Ein weiterer Betrieb, der für die wirtschaftliche Entwicklung des Pfunderer Tales einen wichtigen Beitrag geleistet hat, ist die Firma Grünig. 1963 errichtete Dieter Grünig aus Erlenbach/Odenwald ein Werk in Pfunders, die Grünig Marmorindustrie, um den Abbau des „Pfunderer Marmors“ zu reaktivieren. Damit gemeint ist der Chloritschiefer und der Serpentin, die schon 1722 abgebaut worden sind. Zudem wurde der Abbau von Kristallquarzit im Gaiskofel in die Wege geleitet. Die Firma hat zwischendurch auch mit anderen Produktlinien experimentiert und zeitweise 80 Personen allein im Werk Pfunders Beschäftigung gegeben. Heute nennt sich die Firma Grünig Natursteine GmbH mit Sitz in Sterzing mit einem Beschäftigtenbestand von etwa 40 Personen.
Beschäftigungsmäßig am meisten zugelegt hat ein Zweigwerk des Fahrzeugtechnik-Unternehmens AL-KO mit Stammsitz in Kötz in Schwaben. Gestartet ist die Vintler Produktionsstätte 1970 mit 27 Beschäftigten, heute sind es etwa 150. Die Produkte sind Achsen für Nutzfahrzeuge, Rahmenprofile, Stabilisatorkupplungen, Fahrgestelle, Auflaufvorrichtungen und andere spezielle Fahrzeugteile für PKW-Anhänger.

### „Lodenwelt“
Im Jahr 1960 hatte sich ein textilverarbeitender Betrieb aus Aschaffenburg unter dem Namen Panva in Vintl angesiedelt, der ab 1970 unter dem Namen Pantex bis zu 100 Personen, bevorzugt Frauen, beschäftigte. Dieser Betrieb geriet in der Mitte der 90er Jahre in den Strudel der allgemeinen Krise, die die Textilbranche in Europa in die Knie zwang.
Das Ausscheiden der Pantex aus dem Firmengefüge der Gemeinde war ein herber Schlag für die Beschäftigungslage. Weil der Standort verkehrsmäßig sehr günstig liegt, gingen ein paar Jahre später ein lokaler Unternehmer, Manfred Profanter, und der Bozner Unternehmer Heiner Oberrauch das Wagnis ein, eine Umstrukturierung dieses Teils des Gewerbegebietes von Vintl in die Wege zu leiten. Dabei entstand ein gastronomisches Zentrum (Hotel/Restaurant Lodenwirt) und eine Lodenfabrik mit angeschlossener Lodenerlebniswelt, einer Art Museum, in dem die Produktion des Lodens den Besuchern „multisensoriell“ nahegebracht wird. Dieser Gewerbepark hat sich sehr rasch zu einem überraschend dynamischen Wirtschaftszentrum entwickelt. Für Außenstehende nicht ganz verständlich, dass Vintl trotzdem teilweise darunter leidet. Es wird von einigen Vintlern beklagt, dass die „Loden–Erlebniswelt“, außerhalb des Ortskerns gelegen, der angestammten Gastronomie und somit der Infrastruktur eher Schaden als Nutzen bringe.

### Gastgewerbe
Das Wirtshaus, das die urkundlich früheste Erwähnung aufweist, war der „Wirt an der Bruggen“ in Niedervintl, der 1500 in Zusammenhang mit einer Bürgschaft genannt wurde, später Gasthof zur Post hieß und 1928 aufgelassen wurde. Der Gasthof Hochrainer folgt 1601 und 1640 werden in einer Schankpfennigrechnung auch die Weinschenken Gisser und Obwieser in Weitental und jene des Georg Weisstainer, Valtin Untergasser und Sebastian Obergasser in Pfunders genannt. In den Jahren 1700 und 1719 zahlten in Niedervintl der „Wirt an der Bruggen“, der Hochrainer und der Rosenwirt, in Weitental der Gisser und in Pfunders der Untergasser den Schankpfennig, eine Getränkesteuer. In bestimmten Notlagen gab der Brixner Bischof auch anderen Personen die Berechtigung, zeitweise eine Weinschenke zu führen. Diese Berechtigung wurde dann widerrufen, wenn die Notlage nicht mehr gegeben war. Die Wirte in Niedervintl hatten die Pflicht, Vorspanndienste zu leisten und für die Verpflegung und Unterkunft durchziehender Militäreinheiten zu sorgen. Die damit verbundenen Kosten wurden aus dem Topf der eingehobenen Getränkesteuern beglichen, soweit sie dafür ausreichten. Die Differenzen trug die Brixner Hofkammer.
| Nächtigungszahlen in der Gemeinde Vintl | Nächtigungszahlen in der Gemeinde Vintl | Nächtigungszahlen in der Gemeinde Vintl | Nächtigungszahlen in der Gemeinde Vintl | Nächtigungszahlen in der Gemeinde Vintl |
| --------------------------------------- | --------------------------------------- | --------------------------------------- | --------------------------------------- | --------------------------------------- |
| Fraktionen                              | Jahr 2004                               | Jahr 2005                               | Jahr 2006                               |                                         |
| Niedervintl (755 m)                     | 16.844                                  | 20.000                                  | 20.205                                  |                                         |
| Obervintl (765 m)                       | 16.373                                  | 17.002                                  | 15.754                                  |                                         |
| Weitental (863 m)                       | 18.677                                  | 21.567                                  | 18.148                                  |                                         |
| Pfunders (1159 m)                       | 4.008                                   | 3.400                                   | 3.460                                   |                                         |
| Gemeinde Vintl gesamt                   | 55.902                                  | 61.969                                  | 57.567                                  |                                         |

Erste touristische Bewegungen kamen nach der Eröffnung der Pustertalbahn 1871 in Gang. Schon vor der Jahrhundertwende muss ein zaghafter Alpintourismus in die Zillertaler Alpen eingesetzt haben, weil schon 1895 vom Bau einer Schutzhütte auf dem Eisbruggjoch die Rede ging. 1908 wurde die Edelrauthütte auf dem Eisbruggjoch eröffnet. Es ist aktenkundig, dass Gäste zur Finanzierung der Blasmusik in Niedervintl beigetragen haben. Diese Anfänge des Tourismus gingen mit dem Ersten Weltkrieg unter. Von Tourismus kann im Gemeindegebiet seitdem erst wieder ab den 1950er Jahren gesprochen werden. 1959 wurde der Verkehrsverein gegründet. 1978 traten alle Ortschaften dem Verkehrsverein Vintl / Pfunderer Tal bei. Die Nächtigungszahlen stiegen langsam an: 1960: 7.583, 1970: 7.066, 1976: 19.682, sie machten 1978 einen Sprung auf 42.000 und erreichten 1980 51.962.
Die Entwicklung der Nächtigungszahlen in der Tabelle lässt die Vermutung zu, dass das Tourismuspotential noch nicht ausgeschöpft ist. Der Wintertourismus wird allerdings durch die für Wintersportaktivitäten völlig ungeeignete geomorphologische Ausgestaltung des gesamten Pfunderer Tales limitiert. Die Hänge des Tales sind zu steil und zu lawinengefährlich, die für Wintersportaktivitäten geeigneten Hänge im Talgrund zu kurz bemessen. Eine öfters anvisierte Anbindung an das Skigebiet Gitschberg-Meransen von Weitental aus ist nie zustande gekommen.

### Verkehr

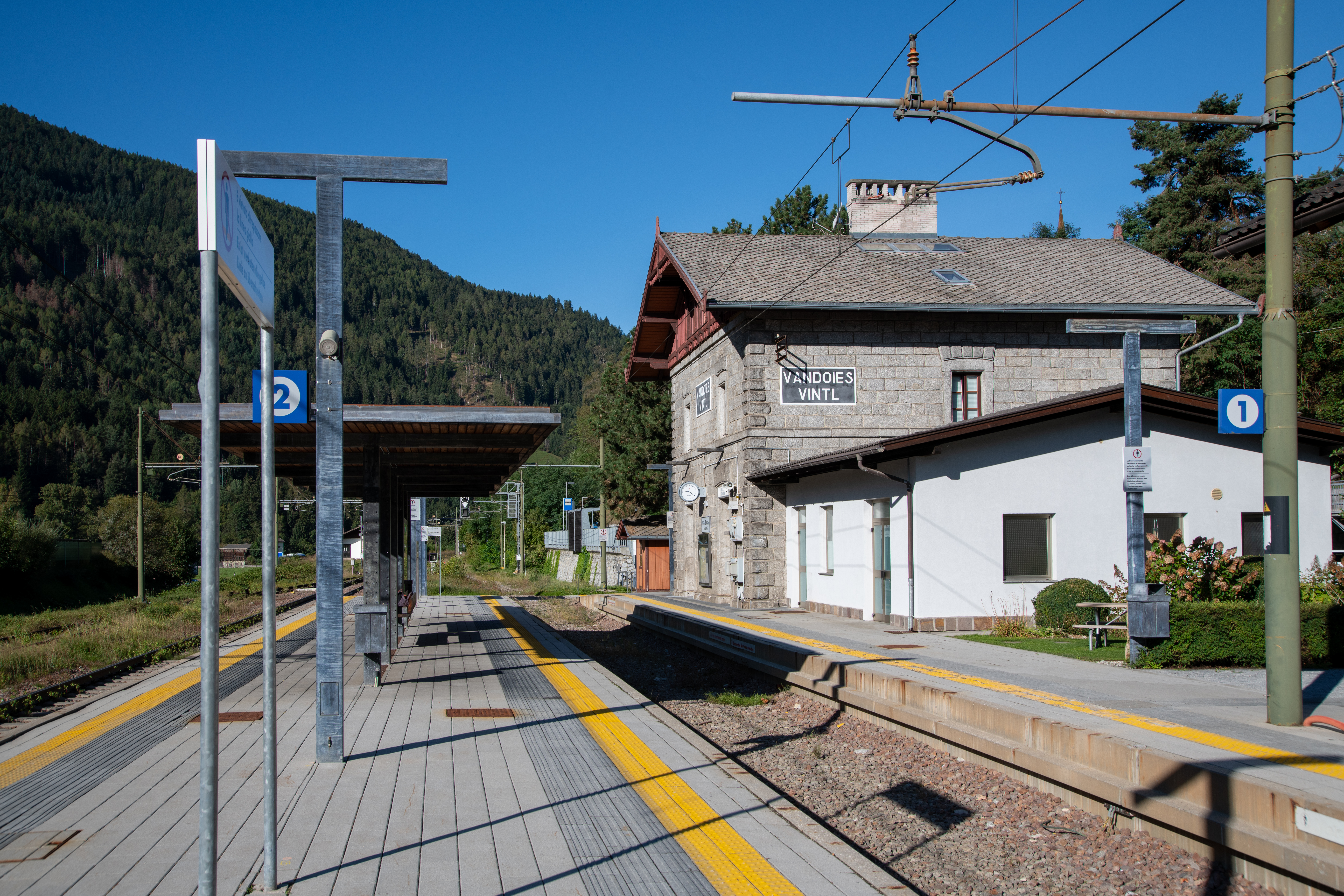
Bahnhof Vintl

Vintl liegt verkehrsmäßig günstig. Schon 1871 war die Pustertalbahn eröffnet worden, die die Brennerbahnlinie ab Franzensfeste mit der Südbahnstrecke nach Wien verbindet. Der nahe am Niedervintler Ortskern gelegene Bahnhof Vintl bietet eine Zugangsstelle.
An Ober- und Niedervintl führt die Staatsstraße 49 – welche Teil der Europastraße 66 ist – vorbei. Bis zum 28. Oktober 1935 durchquerte die Straße die Ortschaft. Dann wurde die neue Staatsstraße, die das Ortszentrum umfährt, ihrer Bestimmung übergeben. Am 17. Juni 2011 wurde eine großräumigere Umfahrungsstraße eröffnet. Diese umfährt Niedervintl etwa 50 m weiter südlich und wurde 2015 durch eine Umfahrung für Obervintl ergänzt.
Von Vintl zweigt die Straße nach Terenten ab, die durch brüchige Granithänge auf ein ausgedehntes Mittelgebirgsplateau führt. Die Orte im Pfunderer Tal sind verkehrsmäßig ebenfalls ohne Probleme zu erreichen. Alle Höfe auf dem Gemeindegebiet verfügen über eine Straßenzufahrt. Von Weitental zweigt eine Straße auf den Kegelberg ab, die zahlreiche Höfe dort mit dem Tal verbindet und über den Stoller Sattel nach Meransen weiterführt.
Das Gemeindegebiet wird zudem von der Radroute 3 „Pustertal“ durchquert.

### Kultur und Sport
Das kulturelle Leben von Vintl wird geprägt durch die ortsansässigen Vereine. Neben drei Musikkapellen (Trachtenkapellen) in Niedervintl, Pfunders und Weitental existieren vier Kirchenchöre in Niedervintl, Obervintl und Weitental und Pfunders, ein junger Frauenchor in Obervintl (GeVauO), ein Frauenchor und ein Jugendchor in Weitental, eine Frauensinggruppe in Pfunders, drei Jugendkapellen („Young Music Band Vintl“, „Weitntola Spotzn“ und „Jugendkapelle Pfunders“) und zwei Theatergruppen (Heimatbühne Pfunders und Theatergruppe Weitental). Drei Schützenkompanien (Schützenkompanie „Bartlmä v. Guggenberg“ Vintl, Schützenkompanie „G. Lantschner“ Weitental sowie Schützenkompanie Pfunders) tragen zur Brauchtumspflege bei.
Breitensport wird vom ASV (Schwerpunkt Fußball sowie Zehnkampfgruppe) und einem Kampfsportclub (Yoseikan Budo Vintl) angeboten. Es existiert zudem eine Ortsgruppe des Alpenvereins Südtirol (AVS).

## Katastrophenchronik

### Brände
Die Ortschaften waren bis weit in die heutige Zeit hinein fast alles ausgesprochene Streusiedlungen. So sind zumeist nur einzelne Höfe oder Häuser von Bränden betroffen gewesen. Am ehesten hat sich in Niedervintl schon früher ein dichter besiedeltes Ortszentrum herausgebildet, das anfälliger für häuserübergreifende Brände war. Ein solcher hat sich am 18. Mai 1917 ereignet. Damals zerstörte ein von zündelnden Kindern verursachter Großbrand fünf Häuser. Dass sich der Brand nicht noch mehr ausbreitete, ist auch den russischen Kriegsgefangenen zuzuschreiben, die bei der Brandbekämpfung mithalfen.
Eine der größten Brandkatastrophen in Pfunders war die Einäscherung des Ober- und Unterkircherhofes in der Nacht vom 26. zum 27. August 1930.

### Überschwemmungen
Schwere Katastrophen bleiben oft sehr lange in der kollektiven Erinnerung haften. Für Obervintl muss der Jahrhundertwolkenbruch über Terenten vom 11. Juli 1837 ein solches Ereignis gewesen sein. 6 Tote waren damals zu beklagen und der Mühlbach in Obervintl führte so viel Geröll mit, dass die Rienz aufgestaut wurde und bis St. Sigmund alle tiefer gelegenen Grundstücke unter Wasser gesetzt wurden.
Als besonders schwere Überschwemmung gilt auch jene vom September 1882, als der Bahndamm zwischen Ehrenburg und Niedervintl auf einer Länge von 3 km weggerissen wurde. Im Jahre 1917 ging der „Samerbruch“ in Pfunders nieder und der Schneidergraben vermurte und zerstörte 15 Gebäude.
Ungewöhnlich starke Regenfälle, die im Gebiet des Eisbruggsees zusätzlich eine plötzliche Schneeschmelze verursachten, ließen den Pfunderer Bach am 29. Juni 1959 zu einem reißenden Strom anschwellen, der talauswärts schwere Zerstörungen anrichtete.

### Lawinen
Die Seitenhänge des Pfunderer Tales sind sehr steil, so dass es viele potentielle Lawinenstriche gibt, die nach außergewöhnlich ergiebigen Schneefällen bestimmte Ortsteile von Pfunders und Weitental bedrohen können.
Die Pfarrchronik von Pfunders berichtet von 27 Lawinentoten im Jahre 1689.
Ein denkwürdiger Katastrophenwinter war jener des Jahres 1888, als neben schweren Sachschäden in Pfunders acht und in Weitental ein Menschenleben zu beklagen waren.
Gewaltige Schneemengen lösten im Winter 1951 zahlreiche Lawinenabgänge aus. In Pfunders kamen sechs Menschen ums Leben, wobei die Familie des Dorferbauern zur Hälfte ausgelöscht wurde. In Weitental tötete die Lawine des berüchtigtsten Lawinenstrichs, des Kammerschiener Grabens, einen Mann.

## Persönlichkeiten

### Söhne und Töchter der Gemeinde
- Christian Peintner d. J. (1652–1733), Gastwirt, Gerichtsanwalt und Zollaufseher, 1707 in den Adelsstand erhoben: von Trojensbach
- Remigius Weißsteiner (1843–1913), Propst des Stiftes Neustift 1883–1913
- Arthur von Wallpach zu Schwanenfeld (1866–1946), Dichter und Schriftsteller
- Severin Leitner (1945–2015), römisch-katholischer Theologe, Jesuit

### Mit der Gemeinde verbundene Persönlichkeiten
- Christian Peintner d. Ä. (1603–1686), Gastwirt und Gerichtsanwalt in  Niedervintl, hier verstorben
- Franz Altmutter (1745–1817), Maler, schuf die Fresken in der Martinskirche von Pfunders
- Karl Gruber (1943–2022), römisch-katholischer Theologe und Kunsthistoriker, Professor an der Philosophisch-Theologischen Hochschule Brixen, wuchs in Vintl auf
- Philipp Achammer (* 1985), Politiker (SVP)